# Wonderland (Nellee Hooper en Fabien Waltmann)
"Wonderland" (of "Alice In Wonderland") is een elektronicanummer geproduceerd door Nellee Hooper en Fabien Waltmann. De single werd uitgebracht in 2001. Het nummer bevat het stemgeluid van Moloko-zangeres Róisín Murphy.

## Tracklists
Cd
| Nr. | Titel                                    | Lengte |
| --- | ---------------------------------------- | ------ |
| 1.  | "Wonderland" (Vocal Mix)                 | 3:47   |
| 2.  | "Wonderland" (The S-Mans Dark Tribe Mix) | 6:30   |
| 3.  | "Wonderland" (Strings Of Wonderland Mix) | 6:11   |

12"
| Nr. | Titel                                    | Lengte |
| --- | ---------------------------------------- | ------ |
| A1. | "Wonderland" (Vocal Mix)                 | 3:47   |
| A2. | "Wonderland" (Strings Of Wonderland Mix) | 6:11   |
| B.  | "Wonderland" (The S-Mans Dark Tribe Mix) | 6:30   |

## Hitlijsten
| Land                | Hoogste positie |
| ------------------- | --------------- |
| Verenigd Koninkrijk | 37              |